# 精神分裂症患者列表
這是一個精神分裂症患者列表，伴有可供查証的來源證明他們確實患有精神分裂症，且不論生死與否。根據他們自己的公開聲明，或根據當代或死后診斷而把其列出。
關於死后的診斷：只有少數著名人士相信是受到精神分裂症的影響。根據他們自己的所寫下的筆錄及相識者的記錄去證明他經診斷為精神分裂症，而把這裡的大多數人列出。此外，20世紀之前的人可能亦會誤診成精神分裂症。

## 生者
- 愛德華·查爾斯·艾倫（英语：California State University, Fullerton massacre）（Edward Charles Allaway）－在加州州立大學富勒頓分校引起槍擊案的兇手[1]。
- 杰弗裡·阿倫伯格（英语：Jeffrey Arenburg）－射殺曲棍球運動員布賴恩·史密斯（英语：Brian Smith (ice hockey, born 1940)）的兇手[2]。
- 哈羅恩·拉希德·阿斯瓦特（英语：Haroon Rashid Aswat）－ 英國嫌疑犯。儘管有不人道治療的危險，但還是被引渡到美國－他因此反對歐洲人權法院的裁決[3]。
- 納撒尼爾·艾爾斯（英语：Nathaniel Ayers）－ 美國音樂家[4]。
- 卡特·布潔蘭（英语：Kat Bjelland）－美國音樂家，玩具城宝宝（英语：Babes in Toyland）的成員（患有分裂情感性障碍）[5]。
- 尼克·捷琳（英语：Nick Blinko）－英國畫家和朋克音樂家：樂隊簡陋的半島（英语：Rudimentary Peni）的歌手、作詞人和吉他手（患有分裂情感性障碍）[6]。
- 威爾·埃利奧特（英语：Will Elliott）－澳大利亞作家[7]。
- 洛奇·埃里克森－美國搖滾音樂家，樂隊13th Floor Elevators的創始成員之一[8]。
- 貝亞特·胡浩（英语：Beate Grimsrud）－挪威/瑞典作家和電影導演[9]。
- 吉姆·戈登（英语：Jim Gordon）－美國鼓手，德雷克與多米諾樂隊（英语：Derek and the Dominos）的成員[10]。
- 瓊安·葛林柏－美國作家，《我沒向你許諾給你一個玫瑰園（英语：I Never Promised You a Rose Garden (novel)）》的作者（青少年時病發精神分裂症，並已康復）[11]。
- 達雷爾·哈蒙德（英语：Darrell Hammond）－美國喜劇演員，在週六夜現場中出演[12]。
- 邁克爾·霍金斯－美國演員。經診斷患有精神分裂症和雙相情感障礙[13]。
- 大衛·赫尔夫戈特（英语：David Helfgott）－澳大利亞音樂會鋼琴家（患有分裂情感性障碍）[14]。
- 莎拉·霍爾庫姆（英语：Sarah Holcomb） - 美國女演員[15]。
- 丹尼爾·約翰斯頓－美國藝術家和音樂家[16]。
- 埃德蒙·肯珀（英语：Edmund Kemper） - 美國連環殺手[17]。
- 傑克·勞埃德（英语：Jake Lloyd） -美國演員[18]。
- 魯弗斯·梅纳（英语：Rufus May） -英國臨床心理學家[19]。
- 傑里米·奧克斯利（英语：Jeremy Oxley） -澳大利亞音樂家和Sunnyboys的成員[20]。
- 埃琳·薩克斯（英语：Elyn Saks）－美國法律教授/精神分裂症作家/研究員[21]。
- 約翰·欣克利－美國行刺失敗的刺客[22]。
- 鄭再由 - 嘉義站殺警案的兇手，被判17年監禁[23][24]。

## 已故者
- 安托南·阿尔托－法國戲劇家，《残酷戏剧》的創作者[25]。
- 孔斯坦廷·巴蒂烏什科夫（英语：Konstantin Batyushkov）－19世紀的俄國詩人[26]。
- 赫伯·鮑邁斯特－美國的連環殺手[27]。
- 埃斯特爾·貝內特（英语：Estelle Bennett）－美國音樂家，罗尼特组合的成員[28]。
- 理查·布羅提根－美國小說家和詩人[29]。
- 亞瑟·畢思坡·多羅薩裡奧（英语：Arthur Bispo do Rosário）－巴西局外藝術家（1909-1989）[30]。
- 巴迪·博爾登（英语：Buddy Bolden）－美國先鋒爵士音樂家[31]。
- 克拉拉·鲍－美國好萊塢飛來波女演員[32]。
- 卡米耶·克洛岱爾－19世紀的法國雕刻家[33]。
- 阿洛伊丝·高尔巴（英语：Aloïse Corbaz）－瑞士畫家[34]。
- 蒂瓦达•科斯塔•琼特瓦利（英语：Tivadar Csontváry Kosztka）－匈牙利畫家[35]。
- 菲利普·狄克－美國科幻作家，診斷帶爭議[36]。
- 弗朗西絲·法瑪爾（英语：Frances Farmer）－美國好萊塢女演員，分别地診斷出患有精神分裂症、雙相情感障礙、人格分裂和抑鬱症[37]。
- 帕維爾·費多托夫（英语：Pavel Fedotov）－19世紀的俄羅斯畫家[38]。
- 威德·曼·費歇爾（英语：Wild Man Fischer）－美國音樂家，他被診斷患有偏執型精神分裂症和雙相性精神障礙[39]。
- 泽尔达·菲茨杰拉德－作家弗朗西斯·斯科特·菲茨杰拉德的妻子；作家、舞蹈家和藝術家[40]。
- Eugène Gabritschevsky（英语：Eugène Gabritschevsky）－俄羅斯畫家和微生物學家[41]。
- 艾德·蓋恩－美國殺手和綁架者。
- 保羅·戈施（英语：Paul Goesch）－德國藝術家和建築師[42]。
- 文森特·梵高－荷蘭視覺藝術家/畫家（患有精神分裂症和/或雙相）[10]。
- Ted Gärdestad（英语：Ted Gärdestad）－瑞典音樂家[43]。
- 西格丽德·叶尔登（英语：Sigrid Hjertén）－瑞典畫家[44]。
- 阿黛爾·雨果（英语：Adèle Hugo）－维克多·雨果的女兒，她的一生改編成一部電影——情淚種情花（英语：The Story of Adele H.）[45]。
- 尤诺·凱拉斯（英语：Uuno Kailas）－芬蘭詩人[46]。
- 馬里·科戈伊（英语：Marij Kogoj）－斯洛文尼亞作曲家[47]。
- 維若妮卡·蕾克－20世紀40年代的美國好萊塢女演員[48]。
- 费雯·丽－美國好萊塢女演員，被診斷患有躁狂抑鬱症，精神分裂症和淋巴瘤[49]。
- 雅各布·倫茨（英语：Jakob Michael Reinhold Lenz）－狂飙突进运动時期的德國作家[50]。
- 埃尔弗里德·洛斯·维西特劳（英语：Elfriede Lohse-Wächtler）－德國先鋒派畫家[51]。
- 艾格尼丝·马丁－加拿大籍美國抽像畫家[52]。
- 威廉·切斯特·米諾－美國殺手和牛津英語詞典的貢獻者[53]。
- 奧黛麗·蒙森（英语：Audrey Munson）－美國藝術家的模特兒和電影女演員，「美國第一超級名模」[54]。
- 约翰·福布斯·纳什－美國經濟學家、數學家和諾貝爾經濟學獎獲得者[55]。
- 奧古斯特·納特爾－德國畫家[56]。
- 埃米爾·內利根（英语：Émile Nelligan）－法裔加拿大詩人[57]。
- 瓦斯拉夫·弗米契·尼金斯基－俄羅斯芭蕾舞演員，編舞家[58]。
- 约翰·奥格登－英國鋼琴家和作曲家[59]。
- 骯髒壞傢伙（英语：Ol' Dirty Bastard）－美國饒舌歌手，武當幫的創辦成員之一[60]。
- 贝蒂·佩吉－美國模特兒[61]。
- 约翰·埃留特·杜邦（英语：John Eleuthère du Pont）－美國百萬富翁和摔跤教練，他謀殺了一名摔跤手——戴夫·舒爾茨[62]。
- 布德·鮑威爾（英语：Bud Powell）－美國爵士鋼琴家[63]。
- 達倫·雷尼（英语：Death of Darren Rainey）－美國囚犯，在戴德懲教所（英语：Dade Correctional Institution）被囚禁並淋熱水浴兩小時後死亡[64]。
- 喬伊·雷蒙（英语：Joey Ramone）－雷蒙斯合唱團的美籍吉他彈奏者[65]。
- 凱瑟琳·勞特利奇（英语：Katherine Routledge）－英國考古學家[66]。
- 丹尼爾·保羅·史瑞伯（英语：Daniel Paul Schreber）－德國法官、作家，弗洛伊德的著名病人[67]。
- 英戈·史維屈坦伯格（英语：Ingo Schwichtenberg）－德國金屬樂隊萬聖節樂團的前鼓手[68]。
- 法斯司塔·纳拉扬·辛格（英语：Vashishtha Narayan Singh）－印度數學家[69]。
- 瓦萊麗·索拉納斯－美國基進女性主義作家，曾經試圖暗殺藝術家安迪·沃荷[70]。
- 南希·龐根（英语：Nancy Spungen）－性手枪的貝斯手席德·维瑟斯的女友[71]。
- 塔拉勒·伊本·阿卜杜拉－就任一年的約旦國王[72]。
- 凱利·托馬斯（英语：Death of Kelly Thomas）－美國公民，在沒受刑罰的情況下被警察毆打致死[73]。
- 珍·泰妮－美國女演員[74]。
- 劳里·维塔（英语：Lauri Viita）－芬蘭詩人和作家[75]。
- 路易斯·韋恩－英國藝術家[76]。
- 羅伯特·沃爾（英语：Robert Walser (writer)）－瑞士作家。 他被診斷患有緊張性精神分裂症[77]。
- 阿比·瓦爾堡－德國藝術史學家和文化理論家。 被診斷患有精神分裂症和雙相性精神障礙[78]。
- 沃倫·布奇（英语：Butch Warren）－美國爵士樂低音提琴手[79]。
- 漢娜·韋納（英语：Hannah Weiner）－美國的「透視」詩人[80]。
- 卡爾·瑪麗亞·威利哥特（英语：Karl Maria Wiligut）－奧地利裔納粹德國黨衛隊旅队长和神秘主義者[81]。
- 韋斯利·威利斯（英语：Wesley Willis） - 美國音樂家和藝術家[82]。
- 阿道夫·沃爾夫裡（英语：Adolf Wölfli） - 瑞士畫家[83]。
- 乌尼卡·族恩（英语：Unica Zürn） -德國藝術家[84]。
- 沙耆－有中國「梵高」之稱的畫家[85]。
- 查尔斯·曼森－美國兇手和民間搖滾音樂家[86]。(1934-2017)